# Rhogeessa hussoni
Rhogeessa hussoni är en fladdermusart i familjen läderlappar som beskrevs av Genoways & Baker 1996. Upphittade individer som numera räknas till denna art klassificerades tidigare som Rhogeessa tumida. IUCN listar arten med kunskapsbrist (DD). Artepitet hedrar Dr. A. M. Husson från Naturhistoriska Museet i Leiden, Nederländerna.
En annan art som skildes från Rhogeessa tumida är Rhogeessa io, som förekommer längre västerut. Gränsen mellan utbredningsområdet för Rhogeessa hussoni samt för Rhogeessa io är inte helt utredd.
Rhogeessa hussoni godkänns huvudsakligen på grund av avvikande genetiska egenskaper (karyotyp 2N=52) som art. Den skiljer sig även genom avvikande detaljer i skallens konstruktion från andra medlemmar i släktet Rhogeessa. Den har en underarmlängd av cirka 30 mm. Rhogeessa hussoni har i motsats till Rhogeessa io samma pälsfärg på ryggen och buken. Pälsen bildas hos Rhogeessa hussoni av gulbruna hår med bruna spetsar. Hos Rhogeessa io är undersidan ljusare och blekare.
Arten är mycket sällsynt. Den har påträffats i södra Surinam och i nordöstra Brasilien. Denna fladdermus vistas i savanner med några trädgrupper, i galleriskogar eller i städsegröna regnskogar. Levnadssättet antas vara lika som hos Rhogeessa tumida.